# جيراردو رويز أسبرتسا
جيراردو رويز أسبرتسا (بالإسبانية: Gerardo Ruiz Esparza)‏ هو سياسي مكسيكي، ولد في 22 أبريل 1949 في مدينة مكسيكو في المكسيك. حزبياً، نشط في الحزب الثوري المؤسساتي.